# Rolf Appel (Chemiker)
Rolf Appel (* 25. Februar 1921 in Hamburg-Harburg; † 30. Januar 2012) war ein deutscher Chemiker und Hochschullehrer. Sein Arbeitsgebiet war insbesondere die anorganische Phosphorchemie.

## Leben
Appel studierte Chemie in Halle und wurde 1951 an der Universität Heidelberg bei Margot Becke-Goehring promoviert. Er übernahm 1962 einen Chemie-Lehrstuhl an der Universität Bonn. Nach ihm benannt ist die von ihm entdeckte Appel-Reaktion zur Synthese von Chloralkanen aus Alkoholen mit Triphenylphosphin und Tetrachlormethan. und das Appel-Salz, das als Äquivalent zu Oxalylchlorid dient und bei der Synthese von Heterocyclen verwendet wird. Emeritiert wurde er 1986.

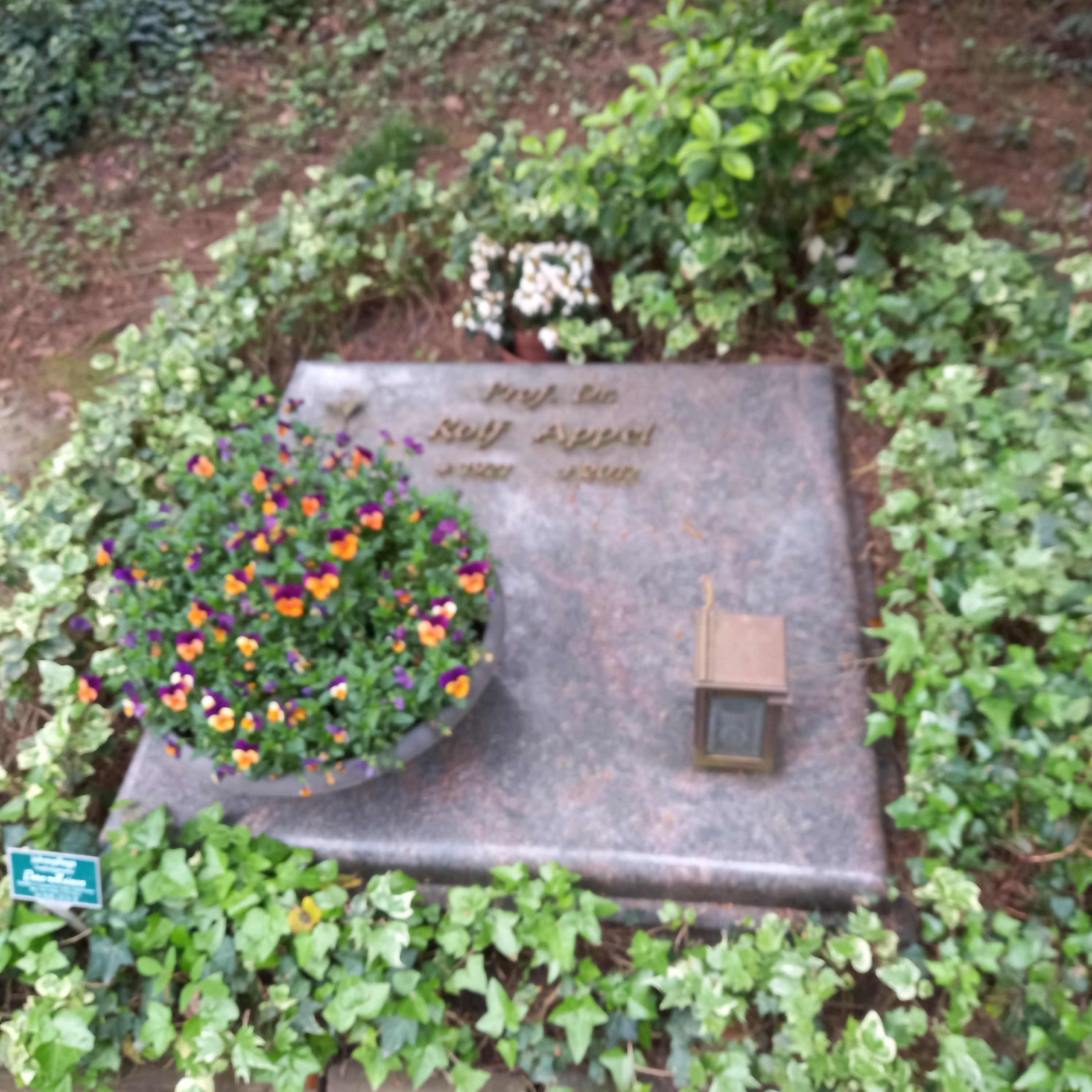
Das Grab von Rolf Appel auf dem Poppelsdorfer Friedhof in Bonn

## Ehrungen
- Liebig-Denkmünze 1986[3]